# Imperatorskij Sportivnyj Klub Dina Moskva
L'Imperatorskij Sportivnyj Klub Dina Moskva (in russo: Императорский спортивный клуб «Дина» Москва), noto semplicemente come Dina Mosca, è una squadra russa di calcio a 5 con sede a Mosca.

## Storia
La Dina Mosca, fondata nel 1991, ha toccato negli anni 1990 la punta più alta del calcio a 5 europeo. Oltre ad aver vinto nove titoli nazionali consecutivi – il primo e unico campionato della Comunità degli Stati Indipendenti e i successivi otto della neonata Vysšaja Liga russa – la Dina ha conquistato sette Coppe di Russia e cinque supercoppe, tre European Champions Tournament e una Coppa Intercontinentale nell'ottobre del 1997, battendo dopo tre gare i brasiliani dell'Inter Ulbra Porto Alegre. La Dina 
a poi raggiunto altre tre volte la finale dell'Intercontinentale, uscendone però sempre sconfitta dalle formazioni brasiliane: nel 1998 fu l'Atletico Pax de Minas a battere i russi a domicilio, l'anno successivo l'Ulbra si prese la rivincita dell'ottobre '97.
L'ascesa dei concittadini della Dinamo Mosca mise fine all'epoca d'oro dei gialloverdi, che dovranno attendere la stagione 2013-14 per vincere nuovamente il campionato russo.

## La leggenda Erëmenko
La storia della Dina Mosca è indissolubilmente legata a quella di Konstantin Erëmenko, suo fuoriclasse, nonché capitano, ritiratosi nel 2001. Con Erëmenko, la Dina ha conquistato quasi tutti i suoi allori, tra cui spiccano ovviamente i titoli continentali e la coppa intercontinentale del 1997, prima squadra europea a tagliare questo traguardo.

## Palmarès
- Campionato russo: 9
1992-93, 1993-94, 1994-95, 1995-96, 1996-97, 1997-98, 1998-99, 1999-00, 2013-14
- Coppa di Russia: 7
1992, 1993, 1995, 1996, 1997, 1998, 1999
- European Champions Tournament: 3
1995, 1997, 1999 (non riconosciuti)
- Coppa Intercontinentale: 1
1997 (non riconosciuta)